# Eat the Document
Eat the Document è un film documentario che documenta la tournée del 1966 nel Regno Unito del cantautore statunitense Bob Dylan e del gruppo musicale The Hawks (poi The Band) documentatata nell'album discografico The Bootleg Series Vol. 4: Bob Dylan Live 1966, The "Royal Albert Hall" Concert e che vide la trasformazione di Dylan da folk-singer a musicista rock.
Ha una durata di poco meno di un'ora, è stato girato a colori e con audio in mono e non è mai stato immesso ufficialmente sul circuito cinematografico o televisivo.
Rifiutato dal committente, l'ABC Television, per lo scarso valore artistico conseguente ad una sostanziale confusione nel montaggio finale, ha comunque valore sotto l'aspetto storico e come testimonianza di un determinato periodo, ovvero quello in cui il materiale cinematografico venne girato, gli anni sessanta.

## Storia
Girato sotto la supervisione di Dylan - che ha firmato regia cinematografica e sceneggiatura - dal regista, sceneggiatore e produttore D. A. Pennebaker, al pari del precedente Dont Look Back, prodotto dal manager Albert Grossman e documento visivo del tour britannico dell'anno precedente (sebbene la sua distribuzione sia avvenuta solo successivamente), è stato ripreso in presa diretta con il criterio del "cinema verità" utilizzando una semplice cinepresa portatile.
Raramente il film è stato proiettato in pubblico ed una sorta di distribuzione ufficiale si è avuta soltanto nel 2007 quando del materiale del video è stato allegato come 65 Revisited alla commercializzazione del DVD con la versione rimasterizzata e digitalizzata di Dont Look Back.
Originariamente il film , definito da Pennebaker un "non-documentario", fu commissionato e finanziato dalla ABC television per la serie televisiva Stage '66. L'emittente televisiva, in considerazione dei rimaneggiamenti apportati durante il montaggio del documentario, decise di ricusare il progetto.

## Contenuto
Secondo Howard Sounes, biografo di Dylan ed autore del libro Down the Highway: The Life of Bob Dylan, dopo l'incidente occorsogli nel luglio 1966, Dylan visionò il materiale girato da Pennebaker e dal suo amico e road manager nonché folk-singer Bob Neuwirth, considerando tale materiale troppo simile a quello contenuto in Dont Look Back.
Sebbene sprovvisto di un'appropriata preparazione tecnica, Dylan decise di effettuare di propria mano, con l'aiuto di Howard Alk, collaboratore alle riprese e alla sceneggiatura, un nuovo e diverso montaggio del footage (il metraggio del materiale edito). Pennebaker - anch'egli firmatario della sceneggiatura - non prese molto bene la cosa tanto da affermare che, se inventarsi cineasta non è come imparare a posteggiare l'auto in garage, poiché occorre la piena conoscenza di alcune regole, Dylan non aveva questa conoscenza.
Ma Dylan non si sgomentò tanto da procedere nel suo progetto con l'aiuto del fido Alk. È pensabile che l'esito del taglio del regista (in questo caso Dylan) sia stato sottoposto all'ABC television, che tuttavia rifiutò di mandare in onda il materiale, bollandolo come incomprensibile per un'audience generalista come quella a cui era destinato.

## Estratti dal concerto

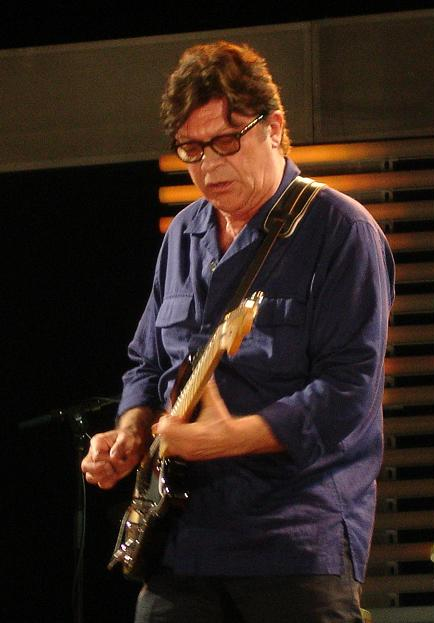
Robbie Robertson, già leader di The Band, nel 2007

Il film, che include alcune significative esecuzioni dal vivo di Bob Dylan mentre si esibisce in sue canzoni note del periodo - non è mai stato commercializzato in home video né ha avuto una distribuzione nelle sale cinematografiche. Ne esiste, tuttavia, una copia non autorizzata in registrazione bootleg ampiamente diffusa fra i fan di Dylan e collezionisti in genere.
Estratti dal film comprendono un'intervista allo spettatore che si recò alla Free Trade Hall di Manchester e che è passato alla storia per aver lanciato, rivolto al menestrello di Duluth, il grido: «Judas!» ("Giuda!") quando Dylan iniziò sul palcoscenico la seconda parte del concerto - quella elettrica - accompagnato dagli Hawks di Robbie Robertson.
Era il segnale che almeno parte del pubblico non accettava la "conversione" del cantante ed autore da un repertorio prettamente folk e di contenuto politico ad uno composto da brani rock and roll in cui la predominanza della musica, attraverso l'uso di strumenti musicali elettrificati, rispetto al valore dei testi, era evidente.
Ugualmente il film registra ulteriori estratti di concerti con gli Hawks e le scene di Dylan e Robertson in stanze d'hotel attraverso l'Inghilterra mentre provano canzoni poi mai incise o distribuite su disco. Vi è anche un duetto al pianoforte fra Dylan e Johnny Cash.
Parte del metraggio del girato di Eat the Document - incluso l'incidente alla Free Trade Hall di Manchester ricordato come  "Judas incident" - è stata adoperata da Martin Scorsese come citazione diretta per il suo film documentario No Direction Home: Bob Dylan.

## In limousine a Londra con John Lennon

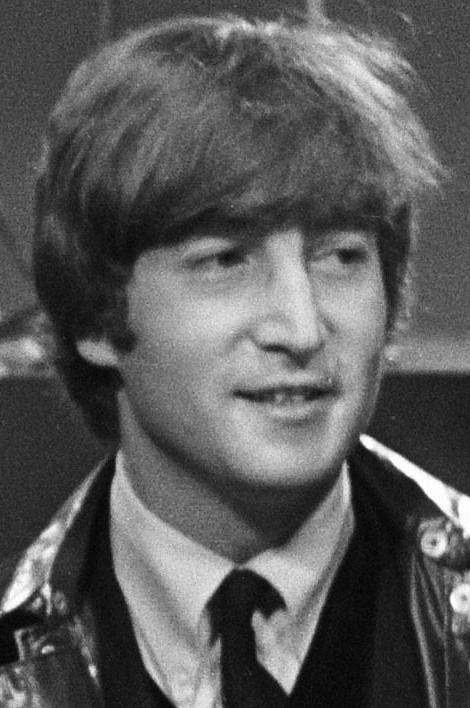
John Lennon nel 1964

In alcune versioni bootleg che sono state messe nel corso degli anni in circolazione, figura anche una lunga ripresa estemporanea (in gergo tecnico "outtake") che mostra Bob Dylan e il Beatle John Lennon che girano per Londra a bordo di una limousine adibita a mo' di taxi. La sequenza venne girata il 27 maggio 1966 e mostrava i due musicisti in viaggio da Weybridge (dove viveva Lennon) al May Fair Hotel in Stratton Street, dove era alloggiato Dylan (quella stessa sera John Lennon e George Harrison assistettero in platea all'esibizione di Dylan alla Royal Albert Hall di Londra).
I due paiono essere in preda ai fumi dell'alcool o, più probabilmente, soggetti agli effetti di sostanze stupefacenti. Mentre Dylan mostra evidenti segni di disagio, Lennon cerca di infondergli coraggio suggerendogli un farmaco contro il mal di testa. Lo stesso Lennon, in tempi successivi, ha rievocato l'episodio in un'intervista a Rolling Stone ammettendo che sia lui che Dylan avevano fatto uso in quella circostanza di eroina, così come quelli del loro entourage, e che anch'egli era estremamente nervoso per il fatto di trovarsi nel "territorio di Dylan e di non sapere bene come comportarsi".
Il film venne proiettato nel 1969 per una settimana in un piccolo cinema di New York ed ebbe una sola messa in onda da parte del WNDT-TV, un canale culturale newyorkese (con la scena Dylan-Lennon ridotta a poco meno di tre minuti). Un ulteriore montaggio del film, realizzato da Pennebacker per uso privato, venne ribattezzato You Know Something Is Happening e comprendeva una frammento di circa sei minuti della scena dell'auto.
Infine, questo episodio del film ricordato come John Lennon Outtake è stata doviziosamente citata da Todd Haynes nel suo film Io non sono qui che presenta il brano di conversazione con l'attrice Cate Blanchett nei panni di Bob Dylan.

## Riferimenti in altri media
Eat the Document è anche il titolo di un romanzo di Dana Spiotta nominato per il National Book Award nel 2006.